# The Psychedelic Furs
The Psychedelic Furs — английская рок-группа, основанная в Лондоне в 1977 году. Лидерами группы являются певец Ричард Батлер и его брат Тим Батлер, выступающий на бас-гитаре. Группа зародилась во время расцвета постпанка. За время существования она выступала в разных жанрах, начиная от арт-рока и позже касаясь таких жанров как новая волна и хард-рок.
После завершения своего тура в 1992 году, группа объявила о распаде, но собралась вновь в 2000 году и продолжает выступать с тех пор.

## Карьера

### Создание группы
По словам Ричарда Батлера, первые свои репетиции они проводили в общей комнате в доме Батлеров, пока не были изгнаны оттуда из-за слишком большого шума. Впервые о них услышали в 1977 году, когда группа участвовала в прослушиваниях для лейбла Manufactory Wave Punk компании Essex Kennedy. Они получили контракт. Изначально группа выступала под названием RKO, затем была переименована в Radio. Позже она одновременно выступала под названиями The Europeans и, собственно, The Psychedelic Furs, пока участники не остановились на втором. Вокалист The Psychedelic Furs в буклете к сборнику Greatest Hits (2001) рассказал, что название выбрали, скрестив два понравившихся слова и глубокого смысла за ним нет.
В первоначальный состав группы вошли: вокалист Ричард Батлер (англ. Richard Butler), бас-гитарист Тим Батлер (англ. Tim Butler), саксофонист Дункан Килбёрн (англ. Duncan Kilburn), ударник Пол Уилсон (англ. Pol Wilson) и гитарист Роджер Моррис (англ. Roger Morris). Позднее к 1979 году Вилсона на ударных заменил Винс Эли (англ. Vince Ely), а также в группу пришел второй гитарист — Джон Эштон (англ. John Ashton).
Дебютный альбом группы, получивший такое же название — The Psychedelic Furs, был выпущен в марте 1980, его продюсером стал Стив Лилливайт. Песни из него быстро оказались в программах радио по всей Европе, а сам альбом поднялся до 18 строчки в UK Albums Chart. Успех ожидал его также в Германии, Италии, Франции, Испании и Австралии, но коммерческого успеха в США альбому добиться не удалось.

### Успех
Успеха в Штатах группа добилась, выпустив следующий альбом Talk Talk Talk в 1981, который уже попал в Billboard 200. В Англии альбом получил ещё больший резонанс, в результате чего были выпущены 2 успешных сингла: Dumb Waiters и Pretty in Pink. Композиция «Pretty in Pink» вдохновила режиссёра Джона Хьюза снять одноимённый фильм (в советском кинопрокате — «Милашка в розовом») и была перезаписана специально для диска с саундтреком к кинокартине. Этот саундтрек стал платиновым. Ричард Батлер позже отметил, что содержание фильма не имеет ничего общего с изначальной задумкой песни.
В 1982 секстет превратился в квартет. Из группы ушли Моррис и Килбёрн. Оставшиеся участники переехали в Нью-Йорк в поисках нового продюсера. В Вудстоке они записали свой следующий альбом — Forever Now, спродюсированный Тоддом Рандгреном (англ. Todd Rundgren). В альбом вошла Love My Way, попавшая в чарты Великобритании, а также ставшая первым синглом в чарте США Billboard Hot 100.
Винс Эли покинул группу после записи Forever Now, но вернулся в 1988 году. Фил Калверт (англ. Phill Calvert) занял место за барабанами на время последующего тура. Выпущенный в 1984 году альбом Mirror Moves был спродюсирован Кейтом Форси (англ. Keith Forsey), который также запрограммировал ударные и стал ударником группы. В альбом вошли синглы The Ghost in You и Heaven. Обе песни попали в чарты, а Heaven достигла наибольшего успеха в британских хит-парадах, добравшись до 29 места. Но в США вместо неё Columbia Records выпустили Here Come Cowboys. Несмотря на международный успех и частые телетрансляции по телеканалу MTV, она не сумела занять места в чартах. В то же время The Ghost In You попала в Billboard Hot 100. Группа стала популярной ещё и в Канаде, где альбом вошел в 20 лучших в Canadian Albums Chart, а в конце 1980 года CFNY — нью-вейв радиостанция города Торонто — назвала альбом Mirror Moves лучшим в 1984 году.
К этому времени The Psychedelic Furs прочно укоренилась в программах студенческого радио и радиостанции современного рока в США. Популярность не заставила себя ждать, группа вошла в мейнстрим, постоянно попадая в чарты по обе стороны Атлантического океана. По словам одного из биографов группы, они «оказали большее влияние на будущих музыкантов, чем на рынок в целом».
В 1986 году The Psychedelic Furs записали новую саксофонную версию Pretty in Pink специально для саундтрека к одноимённому фильму. Эта композиция, выпущенная синглом, стала их самым известным хитом в США и Великобритании. Позднее Ричард Батлер говорил, что большой успех сингла вынудил группу записать их следующий релиз вместе с продюсером Крисом Кимси раньше, чем они были готовы к этому.
Результатом стал альбом Midnight to Midnight, который Батлер охарактеризовал как «глянцевый, пустой, пресный и откровенно слабый». Самой коммерческой вещью из всех, выпущенных когда-либо группой The Psychedelic Furs, стала композиция Heartbreak Beat, также вышедшая синглом. В записи приняли участие барабанщик Пол Гаристо и саксофонист Марс Уильямс.
В группу вернулся Эли, записав композицию All That Money Wants в 1988 году, которая вошла в лучший их сборник All Of This And Nothing. В альбоме Book of Days, выпущенном в 1989, также отчетливо прослеживалось стремление коллектива вернуться к раннему стилю. Записанный в 1991 альбом World Outside был также больше похож на отчаянную попытку вернуться к истокам.
Начиная с 1988 года, синглы The Psychedelic Furs успешно попадали в чарты и занимали высшую позицию в них: All That Money Wants и House были хитами в категории «Современный рок» в США в 1988 и 1990 годах соответственно, а Until She Comes стал их последним суперхитом в 1991.

### Распад и возвращение
Группа распалась в начале 1990-х. Братья Батлеры создали новую группу Love Spit Love совместно с Ричардом Фортусом (англ. Richard Fortus) и Френком Феррер (оба они позже присоединятся к Guns N' Roses). В рамках этого проекта были выпущены 2 альбома: Love Spit Love в 1994 и Trysome Eatone в 1997, но группа не снискала той славы, которой добились The Psychedelic Furs.
В 2000 году Ричард Батлер, Тим Батлер и Эштон вновь собрали Psychedelic Furs. На время тура к ним присоединились Фортус и, позже, Феррер. Они выпустили концертный альбом Beautiful Chaos: Greatest Hits Live , в который вошла новая студийная запись — Alive (For Once in My Lifetime). DVD с выступлением включало концертные версии Alive и три ранее невыходившие композиции: Anodyne (Better Days), Cigarette и Wrong Train.
С момента воссоединения группа путешествует по миру и выступает с концертами на разных площадках.
В 2006 году Ричард Батлер выпустил свой соло альбом Richard Butler.
В 2017 году сингл группы 1984 года The Ghost in You использовался во втором сезоне сериала Netflix «Очень странные дела», а потом вошел в саундтрек к сезону Stranger Things: Music from the Netflix Original Series, выпущенный Sony Music в октябре 2017 года. В том же году их сингл 1982 года Love My Way звучал несколько раз в номинированном на Оскар «Назови меня своим именем».
В 2019 году записали и 31 июля 2020 года выпустили восьмой полноформатный (51:40 минут) студийный альбом Made of Rain, получивший положительные отзывы. Он стал вторым по величине британским альбомом в чартах за всю историю и вошел в список лучших альбомов в конце года в Mojo, Uncut, Classic Pop, ABC’s Good Morning America и Vive Le Rock. Музыка из этого альбома звучала в 5 сезоне телесериала «Animal Kingdom» (2021).

## Дискография

### Альбомы
| 1980              | The Psychedelic Furs                                     | Columbia      | 140        | 18 | —    | —      |
| 1981              | Talk Talk Talk                                           | Columbia      | 89         | 30 | —    | —      |
| 1982              | Forever Now                                              | Columbia      | 44         | 20 | Gold | —      |
| 1984              | Mirror Moves                                             | Columbia      | 43         | 15 | Gold | —      |
| 1987              | Midnight to Midnight                                     | Columbia      | 29         | 12 | —    | Silver |
| 1989              | Book of Days                                             | Columbia      | 138        | 74 | —    | —      |
| 1991              | World Outside                                            | Columbia      | 140        | 68 | —    | —      |
| 2020              | Made of Rain                                             | Cooking Vinyl | [уточнить] | 13 | —    | —      |
| Живые выступления |                                                          |               |            |    |      |        |
| 1999              | Radio 1 Sessions                                         | Strange Fruit | —          | —  | —    | —      |
| 2001              | Beautiful Chaos: Greatest Hits Live                      | Sony          | —          | —  | —    | —      |
| Сборники          |                                                          |               |            |    |      |        |
| 1988              | All of This and Nothing                                  | Columbia      | 102        | 67 | —    | —      |
| 1994              | Here Came The Psychedelic Furs: B Sides and Lost Grooves | Sony          | —          | —  | —    | —      |
| 1996              | In the Pink                                              | Sony          | —          | —  | —    | —      |
| 1997              | Should God Forget: A Retrospective                       | Sony          | —          | —  | —    | —      |
| 2001              | The Psychedelic Furs: Greatest Hits                      | Sony          | —          | —  | —    | —      |
| 2003              | Superhits                                                | Sony          | —          | —  | —    | —      |

### Синглы
| Год  | Название                                                                  | Альбом | Позиция в чартах | Позиция в чартах | Позиция в чартах | Позиция в чартах | Позиция в чартах |
| Год  | Название                                                                  | Альбом | Великобритания   | Австралия        | Канада           | США              | U.S. Modern Rock |
| ---- | ------------------------------------------------------------------------- | --- | ---------------- | ---------------- | ---------------- | ---------------- | ---------------- |
| 1979 | «We Love You»                                                             | The Psychedelic Furs | -                | -                | -                | -                | -                |
| 1980 | «Sister Europe»                                                           | The Psychedelic Furs | -                | 100              | -                | -                | -                |
| 1980 | «Mr. Jones»                                                               | Talk Talk Talk («Mr. Jones» was later re-recorded for Talk Talk Talk)                                                         | -                | -                | -                | -                | -                |
| 1981 | «Dumb Waiters»                                                            | Talk Talk Talk («Mr. Jones» was later re-recorded for Talk Talk Talk)                                                         | 59               | -                | -                | -                | -                |
| 1981 | «Pretty in Pink»                                                          | Talk Talk Talk («Mr. Jones» was later re-recorded for Talk Talk Talk)                                                         | 43               | -                | -                | -                | -                |
| 1982 | «Love My Way»                                                             | Forever Now | 42               | 23               | -                | 44               | -                |
| 1982 | «Run and Run»                                                             | Forever Now | -                | -                | -                | -                | -                |
| 1984 | «Heaven»                                                                  | Mirror Moves | 29               | -                | -                | -                | -                |
| 1984 | «The Ghost in You»                                                        | Mirror Moves | 68               | -                | 85               | 59               | -                |
| 1984 | «Here Come Cowboys»                                                       | Mirror Moves | -                | -                | -                | -                | -                |
| 1986 | «Pretty in Pink» (re-recording)                                           | Pretty in Pink soundtrack | 18               | -                | 61               | 41               | -                |
| 1987 | «Heartbreak Beat»                                                         | Midnight to Midnight | -                | 26               | 78               | 26               | -                |
| 1987 | «Angels Don’t Cry»                                                        | Midnight to Midnight | -                | -                | -                | -                | -                |
| 1987 | «Shock»                                                                   | Midnight to Midnight | -                | -                | -                | -                | -                |
| 1988 | «All That Money Wants»                                                    | All of This and Nothing | 75               | -                | -                | -                | 1                |
| 1989 | «Should God Forget»                                                       | Book of Days | -                | -                | -                | -                | 8                |
| 1990 | «House»                                                                   | Book of Days | -                | -                | -                | -                | 1                |
| 1991 | «Until She Comes»                                                         | World Outside | -                | -                | -                | -                | 1                |
| 1991 | «Don’t Be a Girl»                                                         | World Outside | -                | -                | -                | -                | 13               |
| 2001 | «Alive (For Once in My Lifetime)» (only released as a promotional single) | Beautiful Chaos: Greatest Hits Live («Alive» was a studio recorded track while the rest of the album was from a live concert) | -                | -                | -                | -                | -                |

- Заметка: Сводный чарт U.S. Modern Rock был опубликован в 1988.